# 戊酸双氢睾酮
戊酸双氢睾酮（或称为戊酸雄烷烯酮，Androstanolone valerate，商品名：Apeton等）是一种有机化合物，化学式为C24H38O3，属于一种人工合成的雄激素酯，在体内能转化为双氢睾酮（DHT）。